# 托克斯泰斯
托克斯泰斯（Toxteth）是英格兰利物浦的一个区，位于该市的市中心以南。
该区以住宅为主，兼有维多利亚时期的大宅、排屋以及二战后的公营住宅。
随着利物浦在18和19世纪的扩张，该区逐渐城市化，维多利亚时期，在王子路沿线和王子公园周围兴建一批富商的大宅。
该市最大的两个公园，塞夫顿公园和王子公园都位于托克斯泰斯，建于19世纪。
该区有不少19世纪留下的宗教场所，其中堪称地标的有威尔士长老会教堂、Ullet Road Unitarian Church、Church of St. Agnes and St. Pancras、Church of St Clare、王子路犹太会堂等。建于二战后的宗教场所较少，包括至仁清真寺。

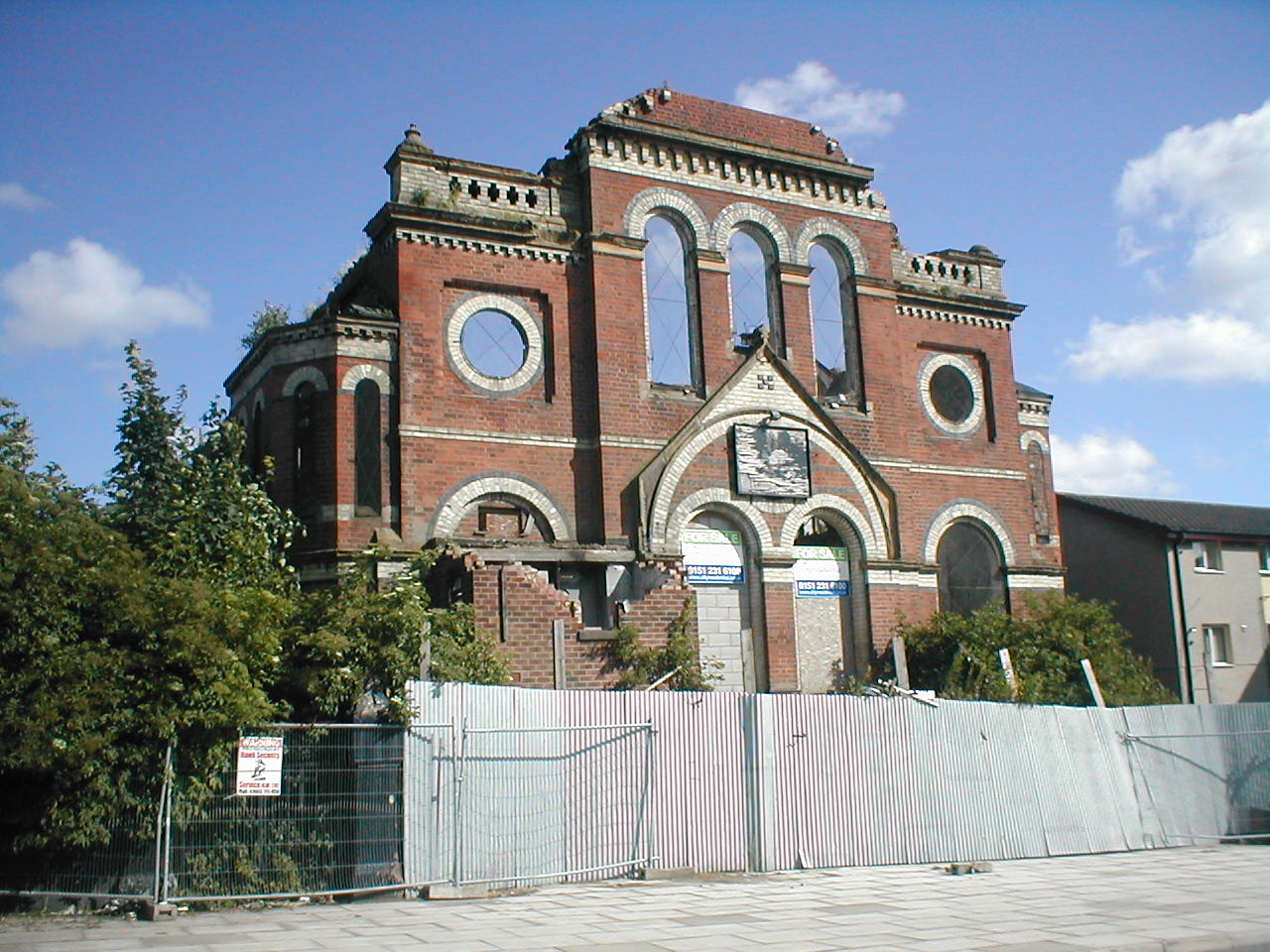
惠灵顿路礼拜堂

该区人口中有大批移民，主要来自加勒比海国家、也门、索马里，少数来自印度次大陆。

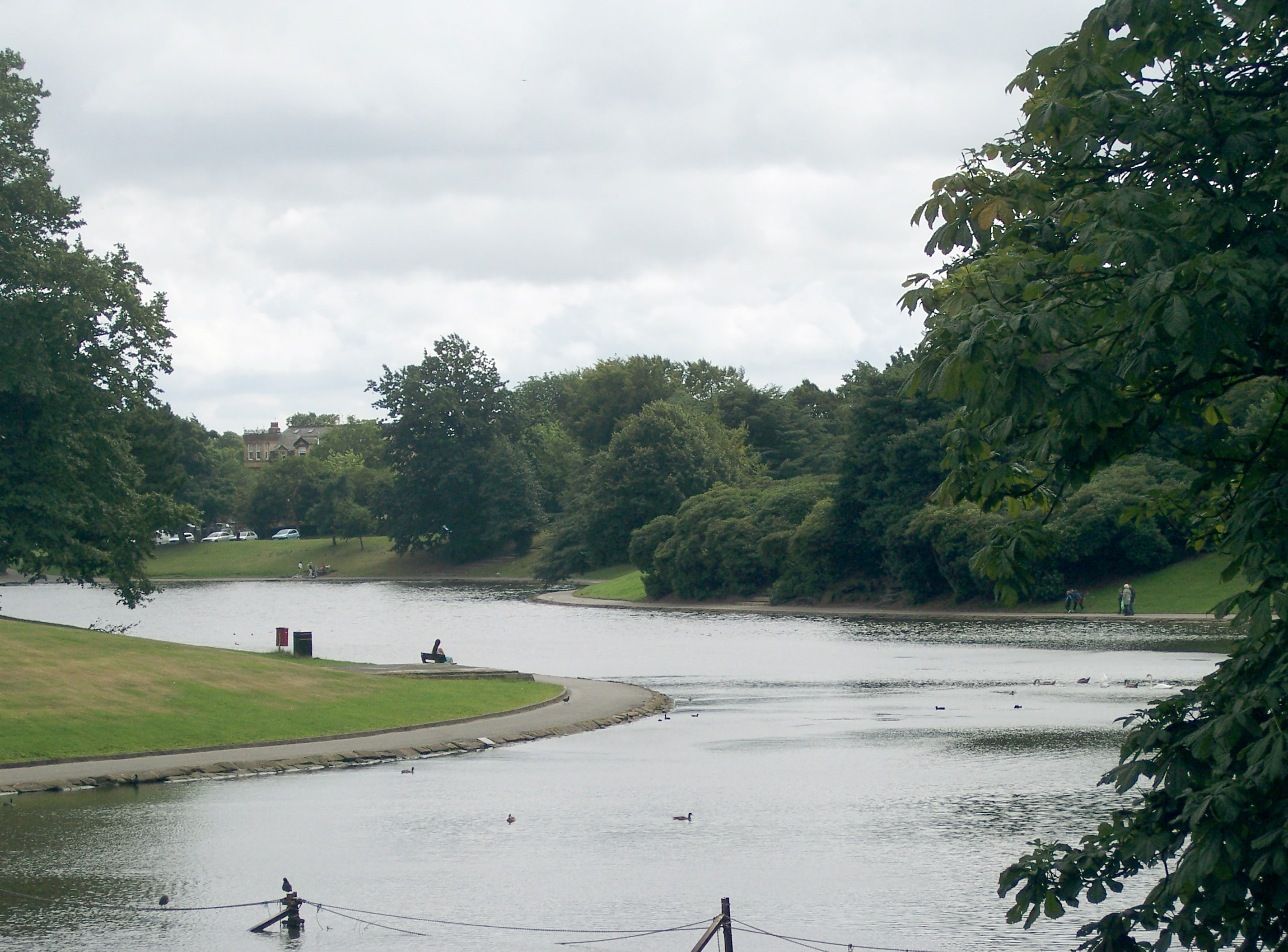
Sefton Park